# Oblate di Nostra Signora
Le Oblate di Nostra Signora (in inglese Oblates of Notre-Dame; sigla O.N.D.) sono un istituto religioso femminile di diritto pontificio.

## Storia
La congregazione fu fondata nel 1956 a Cotabato, nelle Filippine, dal missionario oblato di Maria Immacolata Georges Dion dietro suggerimento del vescovo del luogo, Gérard Mongeau, suo confratello.
Poiché gli istituti religiosi presenti all'epoca nella prelatura nullius di Cotabato non erano in grado di sopperire alle necessità delle comunità cristiane che vivevano nei villaggi più piccoli e isolati, si pensò far ricorso alle giovani donne del posto che avevano manifestato l'intenzione di abbracciare la vita religiosa; nella fondazione, padre Dion fu affiancato da Estrella Andre.
L'istituto fu approvato come pia unione il 2 maggio 1962 ed eretto canonicamente in società di vita comune l'8 dicembre 1964.

## Attività e diffusione
Le suore si dedicano all'educazione della gioventù, alla catechesi, all'assistenza ai malati, alla cura dei poveri e alle opere di protezione della giovane.
Oltre che nelle Filippine, sono presenti in Papua Nuova Guinea e Stati Uniti d'America; la sede generalizia è a Cotabato.
Nel 2014 l'istituto contava 176 religiose in 44 case.